# Sjukhusspionaffären

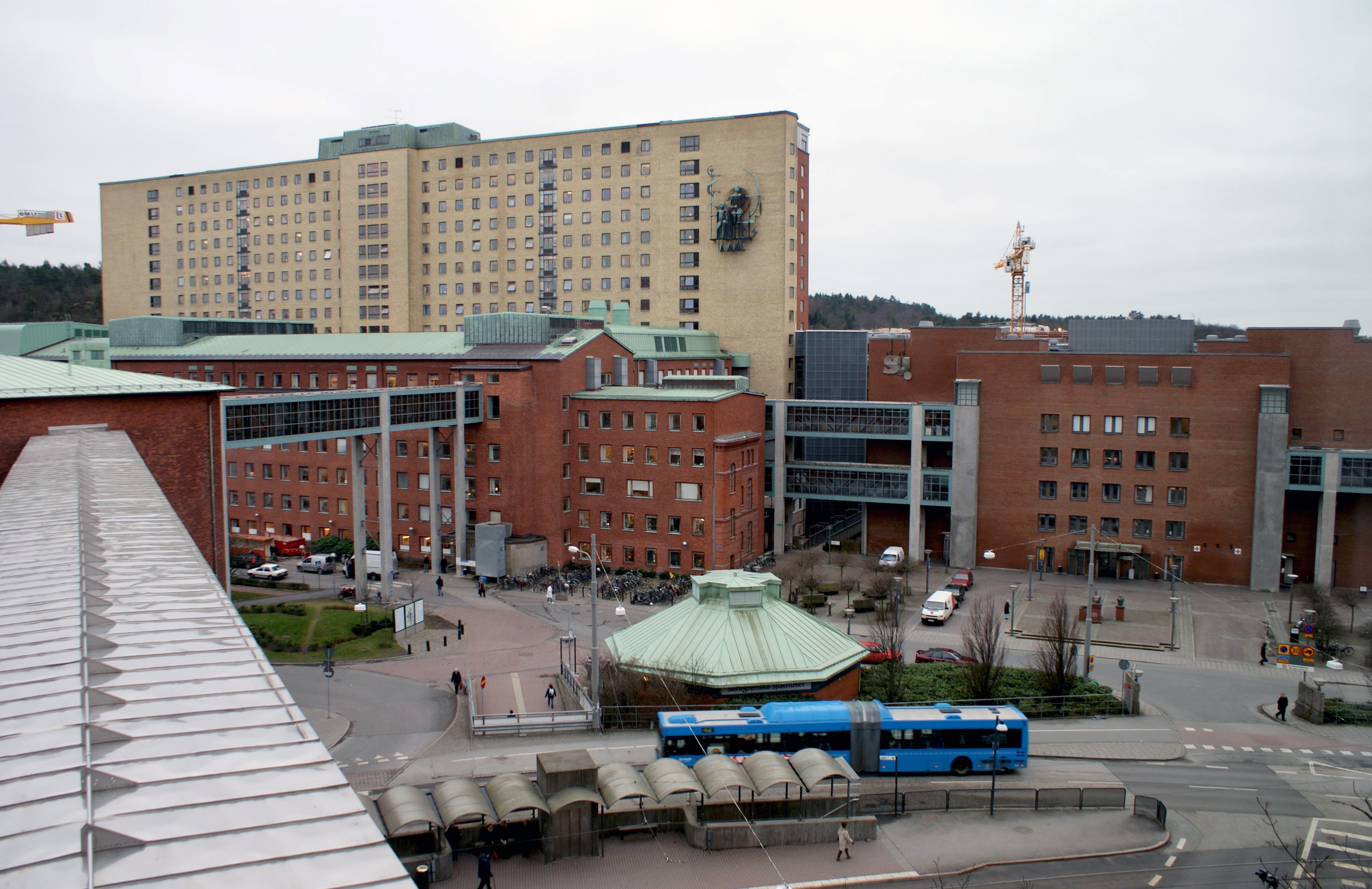
Sahlgrenska Universitetssjukhuset i Göteborg.

Sjukhusspionaffären är benämningen på avslöjandet av och debatten kring olovlig underrättelseverksamhet vid sjukvårdsförvaltningen i Göteborg. 
Den 22 oktober 1975 publicerade tidningen Aftonbladet en artikel där det påstods att Säkerhetspolisen (Säpo) hade via en agent placerad inom Göteborgs sjukvårdsförvaltning spionerat på anställda, främst personal vid Sahlgrenska sjukhuset. Efter någon vecka gjordes den första utredningen som slog fast att det var säkerhetspolisen som låg bakom agenten och att motivet var att undersöka kopplingar mellan vissa sjukvårdsanställda och utländska terrororganisationer. Justitieombudsmannen Gunnar Thyresson lade i april 1976 fram sin utredning. Han fann att det var sant att Säpo begärt att få en kontaktman vid förvaltningen, men kunde i övrigt inte klarlägga vad som hade hänt. Han ansåg sig inte kunna rikta någon kritik mot de inblandade tjänstemännen. Hösten 1977 utreddes saken på nytt, denna gång av justitiekanslern Ingvar Gullnäs. Resultatet, som presenterades i maj 1979, gav enligt utredaren själv inte ett tillfredsställande svar på frågorna om vad som egentligen hade hänt. Ett nytt utredningsdirektiv kom bara en månad senare, men uppdraget gick då inte till Gullnäs, utan till en juristkommitté om tre personer. Den skulle utreda de frågor som JK lämnat efter sig, rörande den militära underrättelsetjänsten IB:s eventuella koppling till sjukhusaffären. Kommittén fann inget som tydde på militär inblandning i affären.

## Förloppet hösten 1974 – oktober 1975

### Jan Lindqvist anställs
Den främste aktören i sjukhusaffären var Leif Andersson (S), vice ordförande i sjukvårdsstyrelsen. Andersson hade sedan många år väl inarbetade kontakter med både Säkerhetspolisen och IB och på hösten 1974 uppsöktes han av Axel Eriksson vid Säkerhetspolisens sektion i Göteborg. Denne överlämnade en lista på 10–15 personer, som var aktiva inom KFML(r). Eriksson ville Anderssons hjälp med att ta fram personnummer, hemadresser och arbetsställe för personerna på listan. Andersson lyckades emellertid inte med detta.
Axel Eriksson återkom efter en tid och bad då Andersson rekommendera en person inom förvaltningen som Säkerhetspolisen kunde vända sig till. Andersson föreslog då förvaltningens planeringschef. I mitten av november 1974 träffades Andersson, Eriksson och planeringschefen, som dock visade sig inte vara intresserad att medverka. Utifrån denna diskussion blev emellertid Andersson alarmerad och kom till uppfattningen att KFML(r)-gruppen utgjorde ett akut hot mot sjukhuset och han oroade sig för möjliga sabotage och vilda strejker. Att gruppen hade kontakter med den palestinska organisationen PFLP förvärrade läget ytterligare. Han beslöt sig för att säkerhetstjänsten inom sjukvårdsförvaltningen måste förstärkas.
Leif Andersson visste att en 27-årige reservofficer, Jan Lindqvist, just sökt en tjänst vid sjukvårdsförvaltningens ekonomiavdelning. Lindqvist var organiserad socialdemokrat och hade 1972-1973 varit ordförande för Socialdemokratiska studentföreningen i Göteborg, och framstod som en lämplig kandidat till posten som säkerhetsansvarig. Andersson presenterade förslaget för planeringschefen och Eriksson och den senare åtog sig att kontrollera Lindqvist ur säkerhetssynpunkt.
Under de närmaste dagarna informerade Andersson ordföranden i sjukvårdsstyrelsen Per Anders Örtendahl om säkerhetsproblemen inom förvaltningen och att man kunde lösa dessa genom att anställa Lindqvist. De besökte därefter förvaltningsdirektören Thure Höglund, som informerades om sabotageriskerna och de föreslog att Lindqvist borde anställas för att utreda saken. Höglund uppfattade detta som en order från ett enigt presidium, som han bara hade att verkställa och han beordrade anställning av Lindqvist.
Omständigheterna kring Lindqvists anställning väckte snart uppmärksamhet på hans avdelning. Då ansökningarna gåtts igenom, konstaterades att Lindqvist inte hade tillräckliga kvalifikationer och arbetsgivaren anställde, efter sedvanliga förhandlingar med fackföreningen, en annan person. Kort därefter upptäckte man, att Lindqvist trots detta blivit anställd på avdelningen med "sidouppgiften att syssla med säkerhetsfrågor" och att han hamnat fem löneklasser högre än den kvinnliga kollega som fått den ursprungliga tjänsten.
Lindqvist verkar ha haft mycket vaga föreställningar om hur han skulle lösa sina hemliga uppgifter och chefsjuristen Bengt Sjölenius, som av sjukvårdsdirektören utsetts till Lindqvist närmast chef, rörande det hemliga uppdraget, hade också en diffus bild av vari det bestod. Sjölenius gav dock direktiv om att Lindqvist skulle utreda misstänkta sabotage. I övrigt var Sjölenius och Lindqvist överens om att den senare skulle "se och lyssna", men inget anmärkningsvärt tycks ha framkommit den första månaden.

### Kontakt med Säkerhetspolisen
I mitten av februari beslöt Sjölenius på eget initiativ, att introducera Lindqvist hos Säkerhetspolisen för att få ordning på dennes hemliga arbete. Vid ett möte med Säkerhetspolisen verkar man huvudsakligen ha avhandlat misstänka sabotage vid sjukhusen samt problem med vänsterextremister. Enligt en av säkerhetspoliserna misstänkte Sjölenius och Lindqvist att KFML(r) var anstiftare till ett sabotage, men polisen framhöll det osannolika i att KFML(r) skulle göra sig skyldiga till sabotage på ett sjukhus och "påpekade att det lika gärna kunde vara en vettvillings dåd". Frågan kom upp, om inte Säkerhetspolisen kunde få hjälp av Lindqvist "att få reda på "r-arnas" arbetsplatser" inom förvaltningen och man beslöt att två säkerhetspoliser skulle sammanställa en förteckning över anställda KFML(r)-medlemmar och lämna över den till Lindqvist. Den upptog sammanlagt 13 namn, av vilka 11 troligen redan fanns i Säkerhetspolisens centralregister.

### Stickhålet i gummibälgen
Vid den här tidpunkten hade det fackliga intresset för Lindqvists anställning tilltagit. Redan från början hade man ju förstått att det var något som inte stämde. Då fackliga företrädare i början av mars 1975 pressade Bengt Sjölenius, framstår som det viktigaste från dennes sida att till varje pris dölja Säkerhetspolisens inblandning. 
En av klubbarna vid förvaltningen tillhörde Svenska Kommunaltjänstemannaförbundet (SKTF). Klubben hade givit en av sina medlemmar i uppdrag att försöka reda ut hur Lindqvists anställning gått till och också bringa klarhet i de rykten som cirkulerade om att Lindqvist hade ett hemligt uppdrag. Falklind talade först med Svante Winqvist som bekräftade att Lindqvist hade uppgifter vid sidan om sin anställning. Winqvist sade sig inget veta om dessa uppgifter. Han förklarade emellertid att han själv inte begärt att få anställa någon och att Lindqvist därför dök upp helt överraskande. Falklind sökte nu upp Sjölenius och sade att om inte facket fick en fullständig redovisning av Lindqvists uppgifter skulle man vidta åtgärder för att få honom förflyttad. Sjölenius bad att först få tala med direktören Höglund, därefter skulle han återkomma med besked.
Dagen därpå, den 12 mars 1975, inställde sig Falklind och en annan facklig representant, Dan Svensson, hos Sjölenius. Denne berättade då att Höglund var beredd att informera Falklind och Svensson under förutsättning att dessa skrev på en handling där de på heder och samvete lovade att de aldrig "så länge vi lever till någon enda människa på något sätt talar om eller antyder vad vi fått reda på". Sjölenius underströk det allvarliga i situationen, bad de båda betänka sitt ansvar "och besluta om vi verkligen ville ta emot sådan tung information" och han ville också varna för att om de inte kunde hålla sitt tystnadslöfte skulle de inte orka med det ansvar och de följder som skulle orsakas.
Sjölenius kunde inte berätta om Säkerhetspolisens inblandning eller den lista som Lindqvist fått utan istället motiverades Lindqvists anställning med det misstänkta sabotaget på ett av sjukhusen som man talat om flera gånger. Sjölenius hade dock ingen särskild kunskap om detta, men han visste däremot att planeringschefen kände till saken. Ett litet problem i sammanhanget var att en elfirma redan några dagar efter "sabotaget" utrett saken och kommit fram till att det handlade om helt naturliga förklaringar. Sjölenius kallade ändå till sig Lindqvist och bad honom skriva en rapport om det misstänkta sabotaget. Lindqvist fick elfirmans rapport och hänvisades i övrigt till planeringschefen. Sjölenius ville ha rapporten senast nästa dag, den 13 mars, då man skulle visa den för de två fackliga företrädarna. Hos planeringschefen fick Lindqvist uppgifter om en del saker som inte fanns med i elfirmans rapport bland annat att man funnit "åverkan" i form av ett "stickhål i en gummibälg i ett relä". Elfirman, som sett hålet, skulle enligt Thalén ha dragit den felaktiga slutsatsen att detta orsakats av ärgning på bälgen. Därutöver nämnde planeringschefen att verktyg stulits vid något tillfälle.
Dagen därpå skulle de fackliga företrädarna äntligen få full insyn i ärendet. Thure Höglund, som tycks ha insett det våldsamt överdrivna i saken, inledde mötet med att upphäva den tystnadsplikt som Sjölenius i så dramatiska ordalag ålagt dem dagen innan. Höglund sade sedan att han inte var glad att behövt anställa Lindqvist på sätt som skedde men att han inte kunnat göra något annat inför ett enigt presidium. Höglund sade att Lindqvists uppgift var att "se på sabotagerisken" och att det inte handlade om att övervaka "r-are". Under mötet plockade Sjölenius faktiskt fram "gummibälgen" och sade att denna punkterats som ett led i sabotage på Östra sjukhuset. En människas liv hade varit i fara, enligt Sjölenius. För Höglund var uppgifterna om "bälgen" nya och han menade att detta visade att det verkligen fanns en sabotagerisk. Sjölenius berättade vidare att "expertis undersökt apparaten och konstaterat att felet bara kunde ha uppstått genom att någon medvetet stuckit hål på gummidosan".
De fackliga företrädarna lämnade mötet, inte så lite förbryllade. De var framför allt undrande inför att Sjölenius menat att Lindqvist, en nyanställd ekonom, skulle ha bättre kompetens än polisen att klarlägga vem sabotören var. En sak fick man dock klart för sig; den politiska ledningen för sjukvården i Göteborg, Sjukvårdsstyrelsens ordförande Per Anders Örtendahl samt vice ordföranden Leif Andersson, hade det yttersta ansvaret för anställningen av Lindqvist. Man beslöt sig för att informera klubbledningarna och avvakta med vidare åtgärder.
I sin rapport hade Lindqvist, angående det påstådda sabotaget, skrivit att "felet har senare visat sig bero på att ett stickhål fanns i en gummibälg. Teknikerna finner detta högst märkligt. Sabotage kan inte uteslutas." Det fanns dock en annan sanning om "sabotaget". Planeringschefen hade berättat om detta vid mötet i november 1974 då också Axel Eriksson och Leif Andersson deltog. Han berättade då om ett strömavbrott som inträffat i slutet av augusti 1974. Vid tillfället skulle egentligen ett reservaggregat ha trätt i funktion. Så skedde dock inte och planeringschefen menade att detta berodde på ett hål som någon stuckit i den gummibälg som reglerade påslaget. Elfirman som undersökte strömavbrottet nämner i sin rapport dock inget om någon gummibälg med hål på, än mindre något sabotage. Anledningen till att reservaggregatet inte slog till var enligt firman att ett relä drabbats av oxidation. Planeringschefen var väl förtrogen med elfirmans rapport eftersom han själv förvarade den i sin skrivbordslåda. Enligt Sjölenius kände han i mars 1975 inte till elfirmans utredning.

### Lindqvists första uppdrag för Säkerhetspolisen
Som nämnts hade Jan Lindqvist vid besöket på säkerhetssektionen fått en lista med 13 namn på personer anställda någonstans inom sjukvårdsförvaltningen. Lindqvist skulle nu ta närmare reda på deras arbetsplatser. Omständigheterna kring detta detektivarbete visar hur problematiska följderna kan bli om Säkerhetspolisen lämnar ut uppgifter till en kontaktman. Lindqvist talade först med Sjölenius om hur han skulle gå till väga för att få fram uppgifterna. Sjölenius hänvisade till personalchefen. Enligt denne kom Lindqvist vid något tillfälle in med "en lista med ett 10-tal namn på anställda inom sjukvårdsförvaltningen". Lindqvist ville veta var inom förvaltningen de arbetade. Personalchefen hjälpte honom med detta. Lindqvist fick dock hjälp av fler personer. En av dessa, sjukhusintendenten på Sahlgrenska sjukhuset, nämnde att Lindqvist sent en kväll i mars 1975 ringde och uppgav att han hade en lista med 6–10 namn på. Han behövde nu hjälp att få reda på var personerna arbetade. Sjukhusintendenten gav i uppgift till en av sina assistenter att skaffa fram uppgifterna som Lindqvist erhöll någon dag därefter. Ytterligare en person, den tillförordnade säkerhetschefen vid förvaltningen, såg listan.

### Tjörn-ärendet
Den 9 september 1975 sammanställde Jan Lindqvist "en lista på de läkare som tjänstgjorde vid läkarstationen på Tjörn under sommaren 1975". Av listans totalt åtta namn var det uppenbarligen endast ett som väckte Säkerhetspolisens intresse; en kvinna som tjänstgjorde på Tjörn under hela sommaren 1975. I mitten av augusti 1975 samtalade en av de fackliga företrädarna, Hans Falklind, med planeringschefen. Falklind hade frågat denne om Jan Lindqvist hade något att göra med de problem som KFML(r) skapade. Planeringschefen bekräftade då detta. Därefter gav han Falklind en bakgrund till varför det var viktigt att hålla reda på kommunister inte minst om de varit på utbildning utomlands. Han menade att "det nästlat sig in personer med dolda syften i sjukvårdsförvaltningen". Man hade dock inte kunnat klarlägga om någon av dem var medlem i någon organisation och "[d]et är därför Jan Lindqvist är här. Så fort något händer skall han fungera som polisens kontaktman och förmedla hjälp via rätt intendent."

### Lindqvists sista uppdrag för Säkerhetspolisen
Den 15 september 1975 sammanställde Jan Lindqvists kontaktman vid Säkerhetspolisen ännu en lista över personer som Lindqvist skulle undersöka. Septemberlistan bestod totalt av 29 namn. Noteringar på ett exemplar av handlingen (som återfunnits i Säkerhetspolisens arkiv) gör gällande att 20 namn förts upp av Säkerhetspolisen – "övriga namn är antecknade av Jan Lindquist, kontaktman vid Sjukvårdsförvaltningen". Av dessa hade sju redan förekommit på marslistan vilket visar att Lindqvist sparat namnuppgifterna från denna. Om de två övriga namnen har Lindqvist berättat att han själv lade till dessa. Namnen hade han fått av en partikamrat som han stött ihop med av en händelse. Lindqvist hade då frågat "hur det stod till politiskt inom sjukvården", och mannen hade sagt att det förekom vissa problem med "r-are" och nämnde de två namn som Lindqvist sedan lade till på listan. Enligt Lindqvists kontaktman inom Säkerhetspolisen antecknade dock Lindqvist dessa namn i onödan; de båda var redan föremål för Säkerhetspolisens uppmärksamhet.

### Lindqvist avslöjas
I mitten av oktober, endast några dagar innan Lindqvist avslöjades i massmedia, ville planeringschefen ha hjälp av den facklige företrädaren Dan Svensson i ett anställningsärende. Svensson svarade att han kanske kunde hjälpa till men då ville han som en gentjänst ha reda på sanningen om Jan Lindqvist. Planeringschefen tvekade först men berättade sedan att Leif Andersson "för länge sedan" ringde och frågade om Säkerhetspolisen kunde få kontakta honom i en angelägen fråga. Senare hade han fått besök från Säkerhetspolisen varvid man diskuterat en läkare som varit på utbildning i öststaterna. Säkerhetspolisen hade frågat om han kunde tänka sig att fungera som kontaktman som han avböjde. Efter en tid hade han förstått att Jan Lindqvist i stället fått denna funktion. Han hade också bekräftat att Lindqvist hade medhjälpare bland fackliga företrädare för Svenska Kommunalarbetareförbundet (SKAF). Såväl Falklind som Svensson hade nu fått bekräftelser från planeringschefen att Jan Lindqvist arbetade för Säkerhetspolisens räkning. Någon dag efter detta samtal, den 16 oktober 1975, informerade de båda förvaltningens tredje stora fackklubb SACO om vad man fått reda på. SACO och SKTF kom då överens om att i en skrivelse till sjukvårdsstyrelsens presidium kräva "att denna verksamhet omedelbart stoppas och att sjukvårdsstyrelsen lämnar oss en fullständig redogörelse för vad som hittills förevarit".
Rykten om att det fanns någon sorts agent inom sjukvården i Göteborg hade börjat cirkulera också bland journalister. Den 20 oktober blev Hans Falklind uppringd av en av dessa, Sven-Oskar Ruhmén på Aftonbladets redaktion i Stockholm. Denne frågade Falklind om det var sant att det fanns en "säpoagent" inom sjukvårdsförvaltningen. Falklind bekräftade och Ruhmén sade att "då kommer en artikel om detta att publiceras i Aftonbladet i morgon". Falklind bad dock Ruhmén avvakta en dag till eftersom facket skulle ha ett möte med förvaltningsdirektionen i Lindqvistärendet. Ruhmén accepterade detta varför artikeln i stället skulle publiceras den 22 oktober.
Mötet med förvaltningsdirektionen inleddes med att de fackliga företrädarna krävde att Lindqvist skulle avlägsnas från sjukvårdsförvaltningen. Per Anders Örtendahl sade sig vara bestört över att Lindqvists verksamhet tycktes ha en annan inriktning än den han själv från början informerats om. Både Thure Höglund och Örtendahl lovade att Lindqvist skulle bort.

## Avslöjandet och dess följder
Den 22 oktober 1975 hade Aftonbladets förstasida en artikel med texten: "SÄPO-AGENT SPIONERAR PÅ ANSTÄLLDA inom sjukvården." I artikeln gjordes gällande att agenten hade anställts i februari 1975 på sjukvårdsförvaltningens ekonomiavdelning och att han vid sidan av sin ordinarie syssla skulle ha ägnat sig åt åsiktsregistrering för Säkerhetspolisens räkning. En koppling gjordes till IB i och med att agentens närmaste chef inom förvaltningen, Svante Winqvist, sades ha varit IB-agent. I artikeln förekom inga offentliga bekräftelser eller dementier. Kvällstidningen Göteborgs-Tidningen publicerade senare på dagen en artikel baserad på Aftonbladets uppgifter kompletterade med en kommentar från bland andra en av Säkerhetspolisens byråchefer, Olof Frånstedt. Denne förnekade all kännedom om saken.
Nyheten fick stort genomslag och massmedierna började i stort sett belägra sjukvårdsförvaltningen. En presskonferens hölls på kvällen där Per Anders Örtendahl sade att han vid årsskiftet 1974/1975 hade kontaktats av Leif Andersson som berättat om ett strömavbrott på ett av sjukhusen. De båda bestämde sig då för att ta upp saken med sjukvårdsdirektören Thure Höglund. Därefter bestämdes att man skulle anställa en person för att undersöka om det låg ett sabotage bakom strömavbrottet. Leif Andersson berättade vid presskonferensen att han vid årsskiftet 1974/1975 fått rapporter om flera misstänkta sabotage på sjukhus i staden. Det gällde bland annat ett elektriskt aggregat som användes under operationer som reservaggregat vid strömavbrott. Mitt under pågående operation hade strömmen plötsligt brutits och reservaggregatet trädde inte i funktion. Patientens liv kunde enligt Andersson dock räddas men det fanns anledning att misstänka sabotage. Vilka de andra sabotagen skulle ha varit ville inte Andersson yttra sig om (vilket ju inte var så konstigt eftersom det inte fanns några).
Enligt Säkerhetspolisen i Stockholm kände man inte till något om saken. De ledande i sjukvårdsstyrelsen talade om misstänkta sabotage men sade sig inte veta något om Säkerhetspolisen. Dan Svensson från SKTF:s fackklubb sade dock vid samma presskonferens att fackets egna utredningar tydde på att "agenten" ägnat sig åt kontroll av anställda med vänstersympatier. Svensson berättade om hur facket i mitten av mars informerats om sabotageteorin – "vi trodde inte ens då på den teorin".
Säkerhetspolisens chef Hans Holmér kontaktade den nye chefen för säkerhetssektionen i Göteborg, Evert Johansson (Synnerman hade pensionerats några månader tidigare), och undrade vad som stod på. Johansson, som deltog i mötet i februari då Lindqvist och Sjölenius var på besök, kunde då dementera att Säkerhetspolisen hade en agent inom sjukvårdsförvaltningen. Det var, enligt Johanssons uppfattning, istället så att man kontaktats av företrädare för sjukvårdsförvaltningen eftersom man där hade problem med vissa driftsstörningar vid sjukhusen. Holmér informerade sedan rikspolischefen Carl Persson och justitieminister Lennart Geijer om detta.
Två dagar senare framträdde Jan Lindqvist, planeringschefen och Bengt Sjölenius på en presskonferens. Lindqvist berättade att han anställts för att undersöka några tekniska missöden – någon åsiktsregistrering var det inte tal om och han förnekade kontakter med Säkerhetspolisen. Sjölenius berättade att han begärt polisutredning om de övriga sabotage som Leif Andersson nämnt på presskonferensen några dagar tidigare. Sjölenius var förbryllad över uppgifterna; som högste ansvarig för säkerheten inom förvaltningen hade han endast känt till det omtalade strömavbrottet.
På kvällen höll sjukvårdsstyrelsen ett extrainkallat möte. Under en paus i mötet kom planeringschefen ut till de väntande journalisterna och serverade dessa en riktig nyhet:
"Ni har inte frågat mig om Säpo varit här. Det har de. De frågade mig, efter rekommendationer från Leif Andersson, om jag ville bli agent. Men jag tackade nej. De berättade om en del små incidenter som hade inträffat inom förvaltningen, bland annat elstopp, hissar som stannade och så vidare. Men det var inte tal om någon rapportering med politisk anknytning... jag tyckte att den här kontakten med Säpo var otrevlig och jag informerade förvaltningens jurist (Sjölenius) som bara sa "jaså"."
Andersson blev åter tillfrågad av pressen om han haft kontakter med Säkerhetspolisen i ärendet. Han förnekade först detta men erkände sedan, hårt pressad, att så ändå varit fallet: "Jag hade ganska goda kontakter med Säpo efter min tid som partiombudsman. Det var ganska naturligt att jag gav dem namn på en lämplig person, men åsiktsregistrering, nej."
Som nämnts hade Holmér informerat bland andra Lennart Geijer om att säkerhetspolisen inte haft något med Lindqvists verksamhet att göra. Andersson hade nu hävdat det motsatta. Under helgen den 25–26 oktober framträdde både Holmér och Geijer i massmedia och tillbakavisade Anderssons uppgifter. Denne blev både förvirrad och upprörd. Han ringde Axel Eriksson, den säkerhetspolis som han på hösten 1974 haft kontakt med och undrade hur det kunde komma sig att Säkerhetspolisen först bett honom om hjälp och sedan förnekade detta. Eriksson kunde inte heller förklara detta men ordnade så att Andersson kom i kontakt med Hans Holmér. Då Andersson sedan talade med Holmér uppfattade denne att Andersson "föreföll virrig och upprörd". Efter de försäkringar som Holmér hade fått från sektionschefen Evert Johansson i Göteborg kände han sig inte alls övertygad om att Anderssons uppgifter var korrekta varför han lämnade dessa utan avseende. Leif Andersson kontaktade under helgen några personer i Stockholm, bland dem Thage G Peterson, Sten Andersson och Birger Elmér.
Efter någon vecka gjordes den första utredningen som slog fast att det var Säkerhetspolisen som låg bakom agenten och att motivet var att undersöka kopplingar mellan vissa sjukvårdsanställda och utländska terrororganisationer.
Samtidigt hade händelsen anmälts till justitieombudsmannen Gunnar Thyresson, som i april 1976 lade fram sin utredning. Han fann att det var sant att Säpo begärt att få en kontaktman vid förvaltningen, men kunde i övrigt inte klarlägga vad som hade hänt. Han ansåg sig inte kunna rikta någon kritik mot de inblandade tjänstemännen. Efter viss debatt i massmedia på hösten 1977 utreddes saken på nytt, denna gång av justitiekanslern Ingvar Gullnäs. Resultatet, som presenterades i maj 1979, gav enligt utredaren själv inte ett tillfredsställande svar på frågorna om vad som egentligen hade hänt. En bilaga till utredningen, som behandlade eventuell inblandning av IB, hemligstämplades. JK begärde nya bredare direktiv av regeringen i syfte att skapa klarhet. Ett nytt utredningsdirektiv kom bara en månad senare, men uppdraget gick då inte till Gullnäs, utan till en juristkommitté om tre personer. Den skulle utreda de frågor som JK lämnat efter sig, rörande den militära underrättelsetjänsten IB:s eventuella koppling till sjukhusaffären. Kommittén fann inget som tydde på militär inblandning i affären.